# Archibaccharis breedlovei
Archibaccharis breedlovei là một loài thực vật có hoa trong họ Cúc. Loài này được G.L.Nesom & B.L.Turner mô tả khoa học đầu tiên năm 1998.